# Хён Кён Нён Бенедикта
Хён Кён Нён Бенедикта или Бенедикта Хён (кор. 현경련 베네딕타, 1794 г., Сеул, Корея — 29.12.1839 г., Сеул, Корея) — святая Римско-Католической Церкви, мученица.

## Биография
Отец Бенедикты Хён принял мученическую смерть за исповедание христианства в 1801 году. После трёх лет супружества Бенедикта потеряла супруга, который умер от болезни. Взрослые дети Бенедикты Хён покинули семью в поисках работы. Оставшись в одиночестве, Бенедикта Хён зарабатывала на жизнь шитьём и вела созерцательную духовную жизнь, посвящая себя благотворительной деятельности. Бенедикта Хён предоставляла своё жилище для католических миссионеров.
Во время гонений она была арестована как старшая сестра Карла Хёна, который играл важную роль в распространении католицизма, помогая католическим миссионерам. Её пытали, чтобы она выдала местоположение своего брата. Бенедикта Хён была заключена в тюрьму, где она вскоре заболела холерой.
Бенедикта Хён была казнена 29 декабря 1839 года в Сеуле вместе с Варварой Чо, Магдаленой Хан, Петром Чхве, Елизаветой Чон, Варварой Ко и Магдаленой Ли.

## Прославление
Хён Кён Нён Бенедикта была беатифицирована 5 июля 1925 года Римским Папой Пием XI и канонизирована 6 мая 1984 года Римским Папой Иоанном Павлом II вместе с группой 103 корейских мучеников.
День памяти в Католической Церкви — 20 сентября.

## Источник
- Catholic Bishops’ Conference of Korea Newsletter No. 73 (Winter 2010)  (англ.)